# استیپل کلیدون
استیپل کلیدون (به انگلیسی: Steeple Claydon) یک روستا و محله مدنی در بریتانیا است که در الزبری ول واقع شده‌است. استیپل کلیدون ۲٬۲۷۸ نفر جمعیت دارد.